# 네오플란 스카이라이너
네오플란 스카이라이너(영어: Neoplan Skyliner)은 독일 네오플란사가 생산하는 대형 버스로 1964년에 최초로 출시되었다.

## 개요
1964년에 창립자의 차남인 콘라드 아우베르가 설계를 했으며 디자인은 경량형 차대와 저상버스 구조를 갖춘 장거리 투어링 코치 타입을 발표하면서 당시 상용차 업계에서 엄청난 반향을 불러일렀다. 1967년 4월에 1호 차량이 슈투트가르트 공장에서 생산을 시작으로 본격적으로 상용화에 들어갔다. 당시 버스 업계는 2층 버스의 높은 전고 문제로 차량 롤링 안전성을 의심하기 시작했다. 이에 콘라드 아우게르는 안전성 입증을 위해 공장이 위치한 슈투트가르트에서 벨기에의 수도인 브뤼셀까지 직접 차를 몰고 달리면서 차량 안전성을 입증했다.
1973년에 추가 생산을 위해 필스팅에 공장을 가동을 시작했고, 1974년 북아메리카 사양 모델이 출시되었고 같은 해 12월에 최초로 국외 지역인 가나에 공장이 완료되면서 최대 물량 생산이 가능하게 되었다.
1975년에 대용량 수송을 위해 네오플란 점보크루저를 생산을 시작했다. 1978년에 남아메리카 사양과 일본 사양 모델이 출시되었고 이 중 일본의 경우 차량 법규 대응에 따라 전고가 3.8m가 낮아지고 비상탈출구와 오른쪽 핸들이 적용된 모델로, 초기 모델은 유럽제 엔진을 탑재 했다가 마이너 체인지를 거치면서 일본제 엔진 탑재가 가능하도록 개량했다. 1985년에 차량 전장 9m를 단축시킨 일본제 사양이 출시되었다.

## 사진

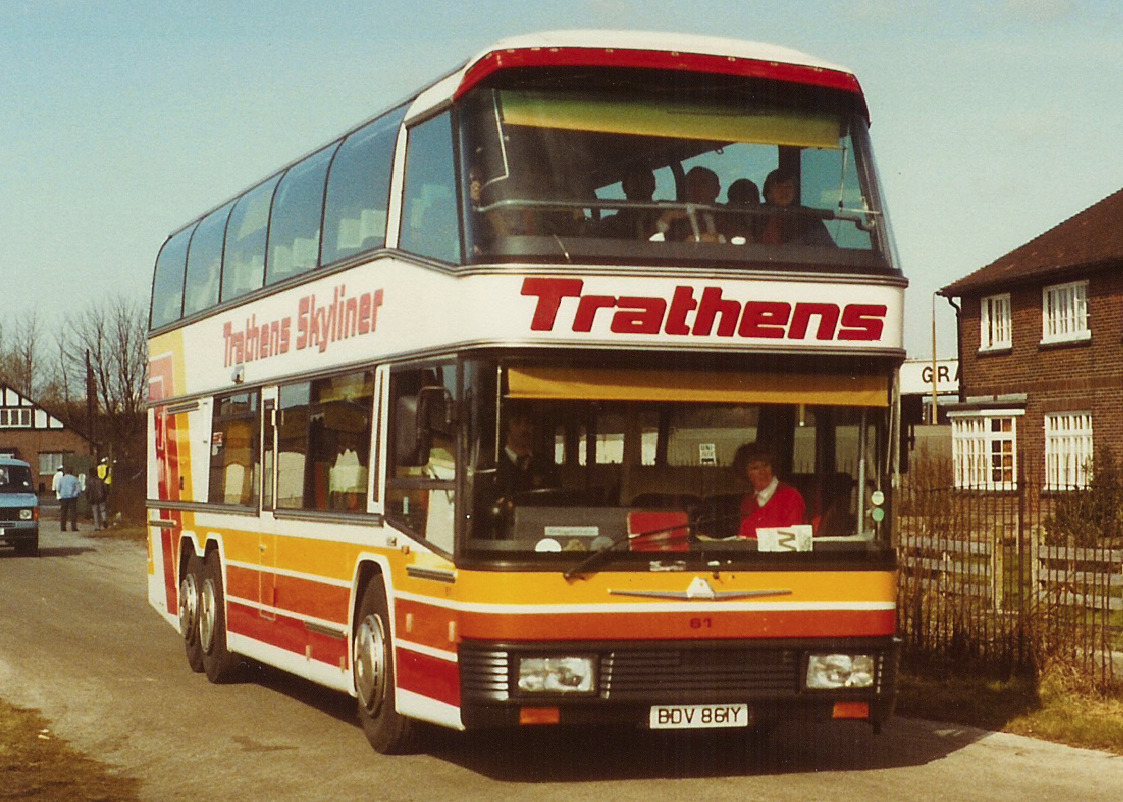
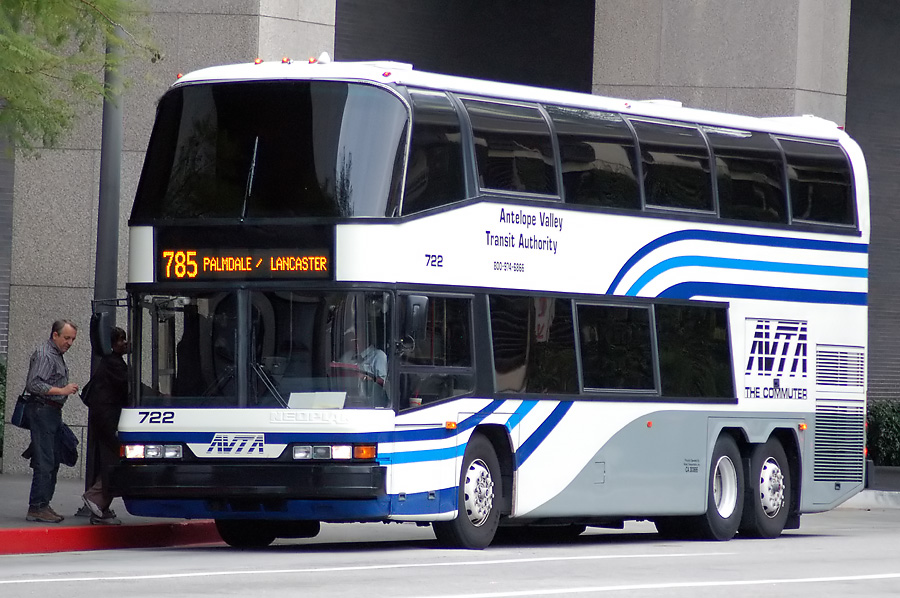
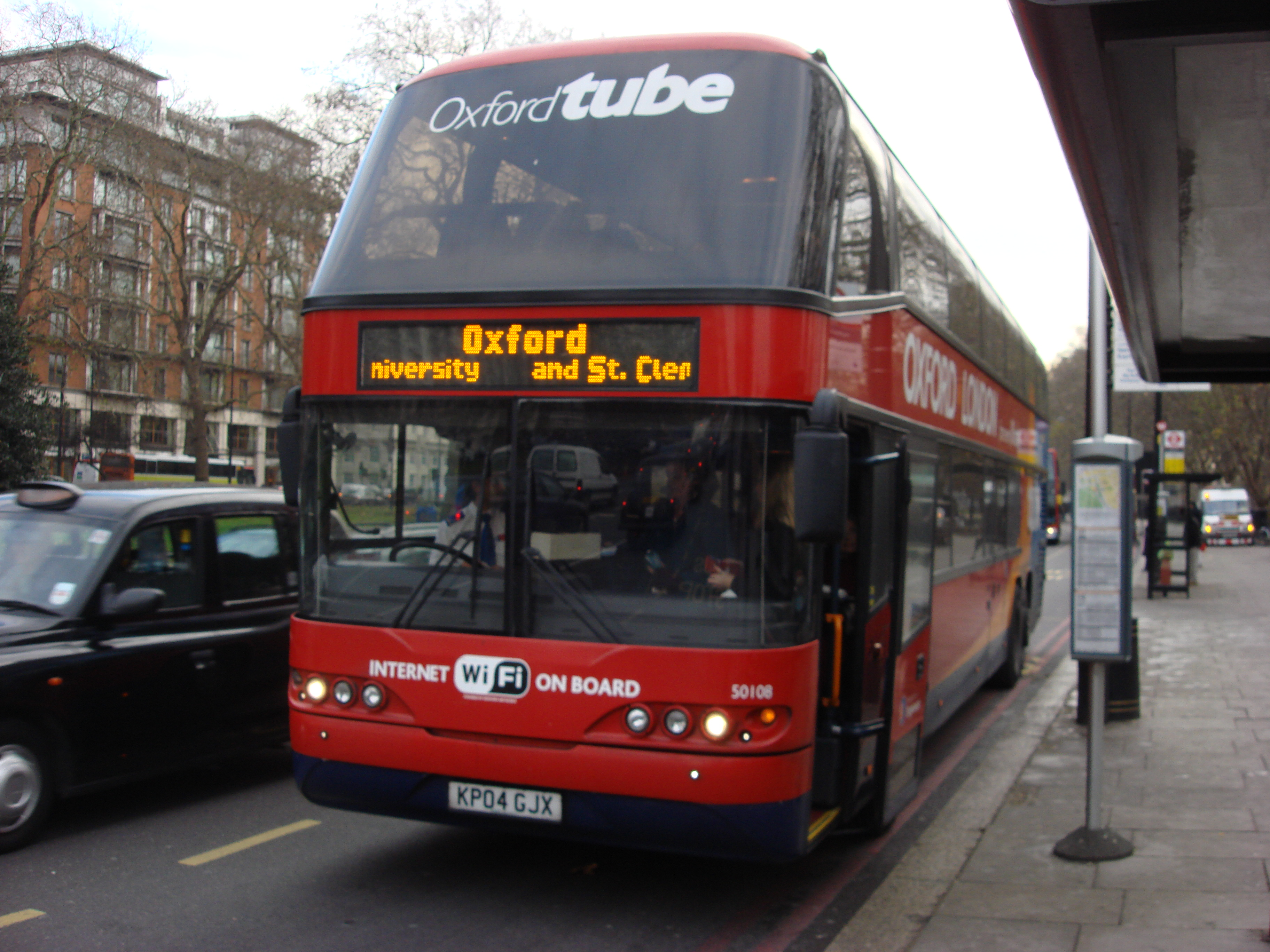
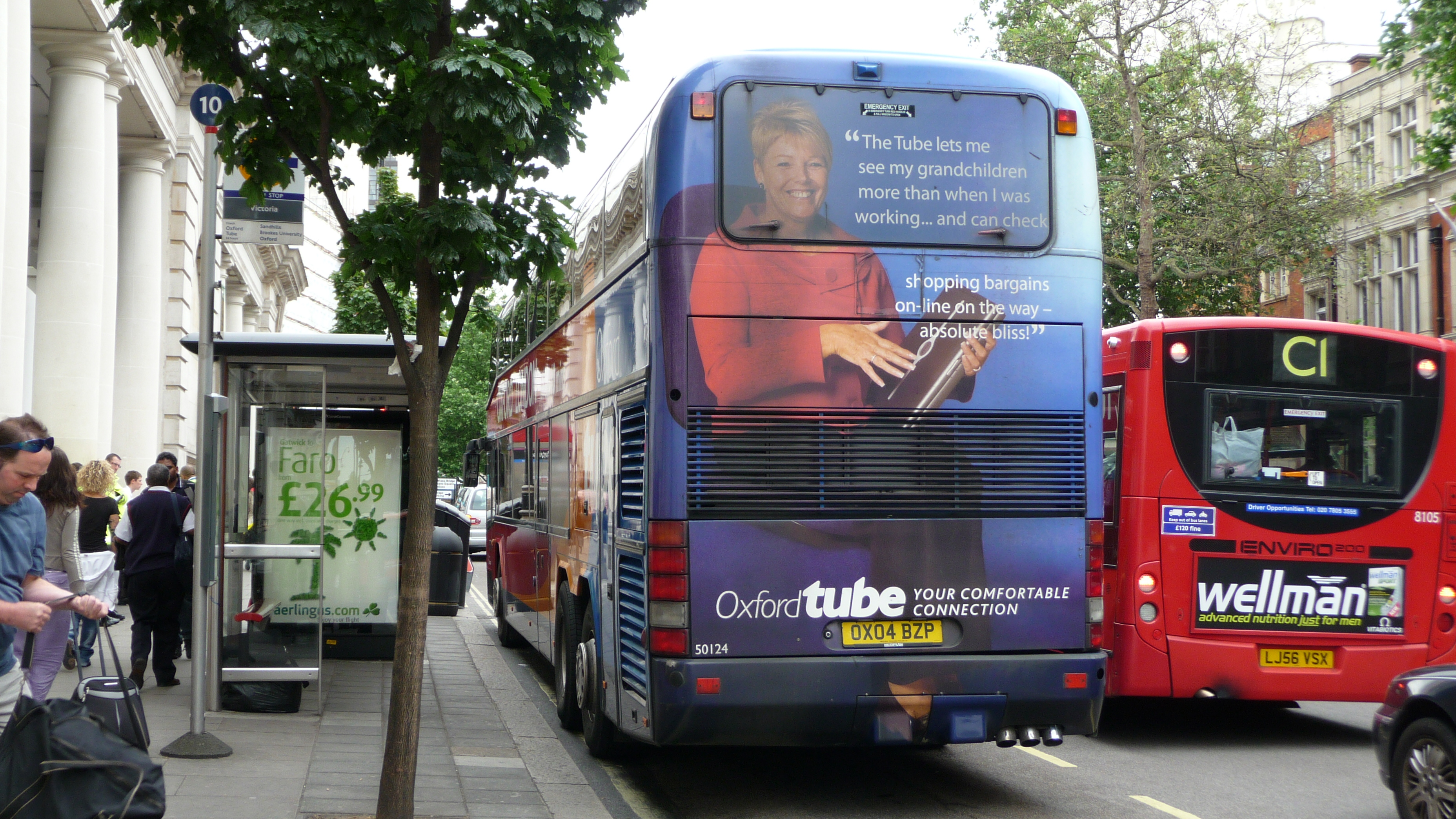
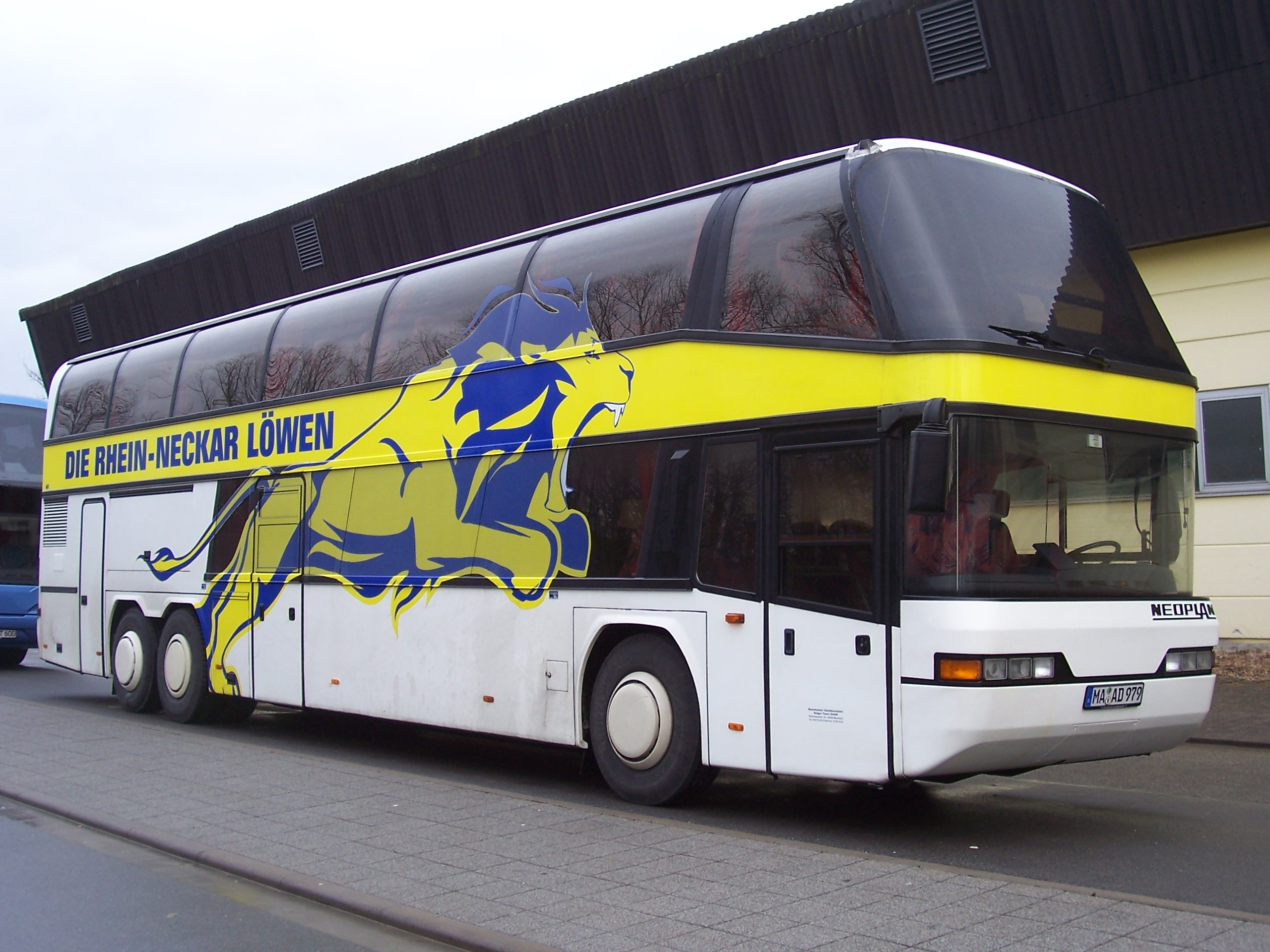
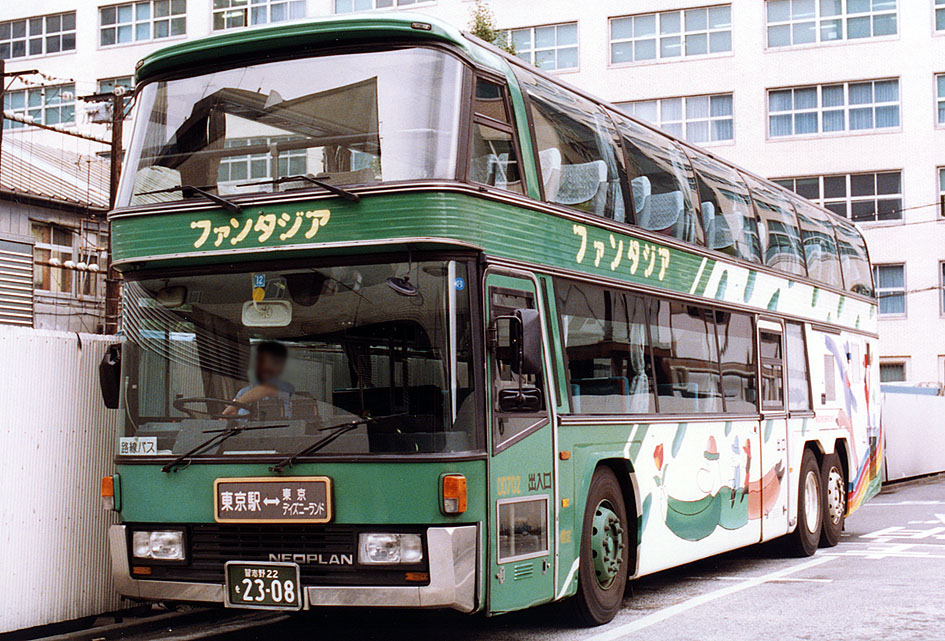
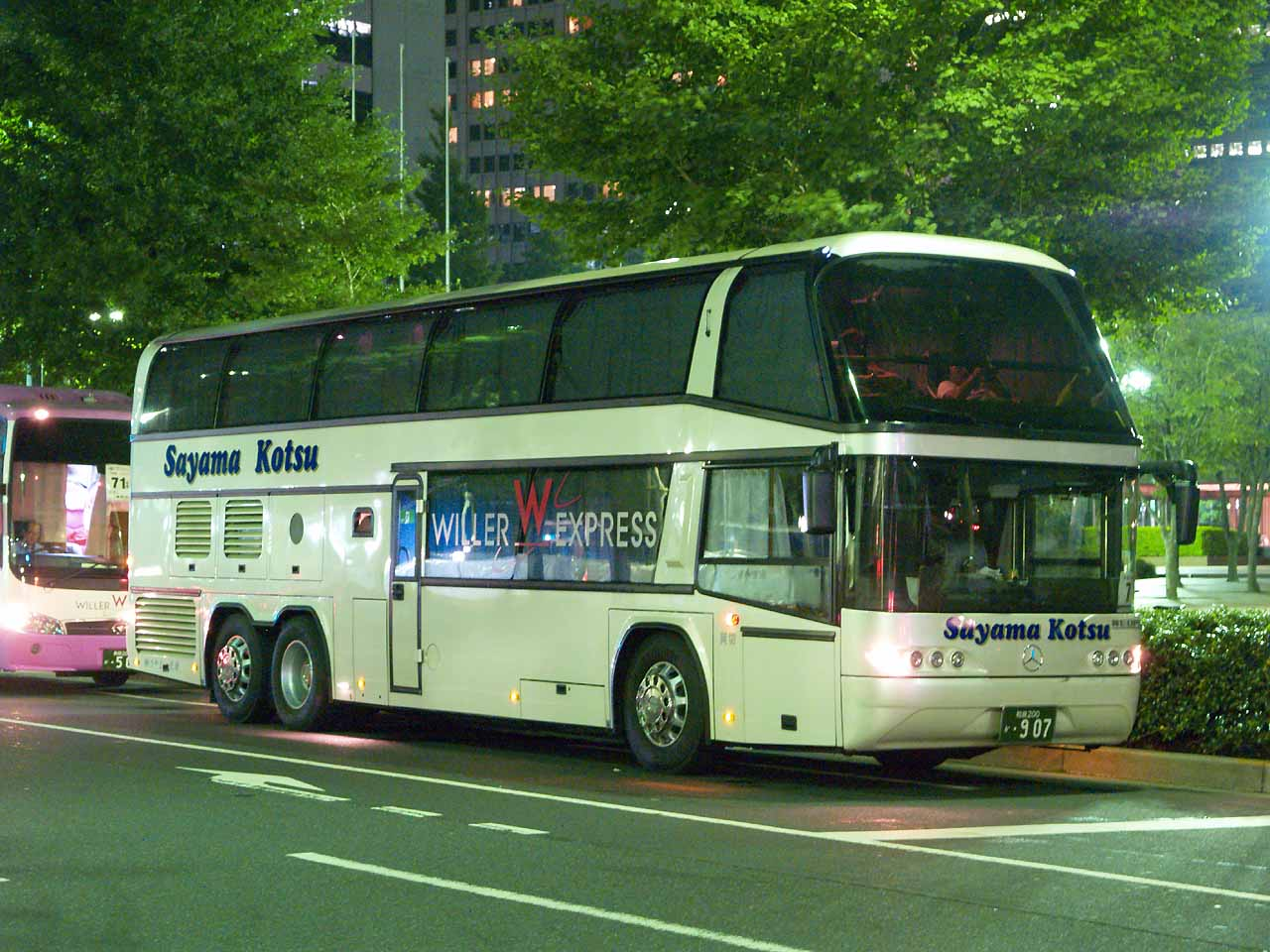
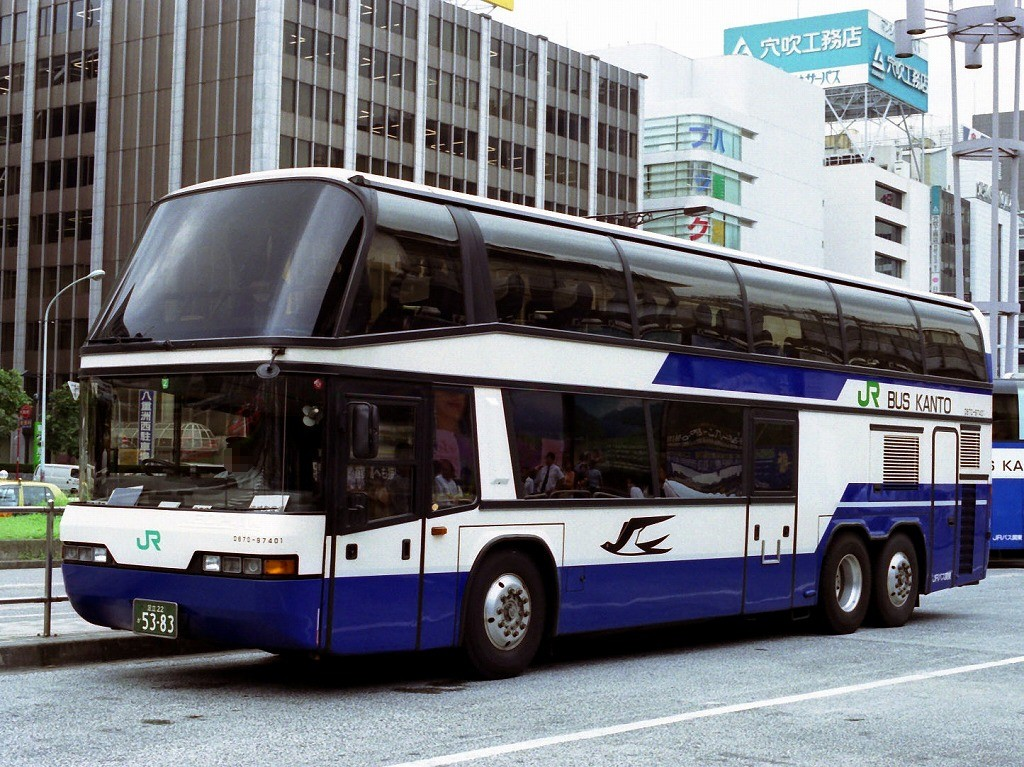
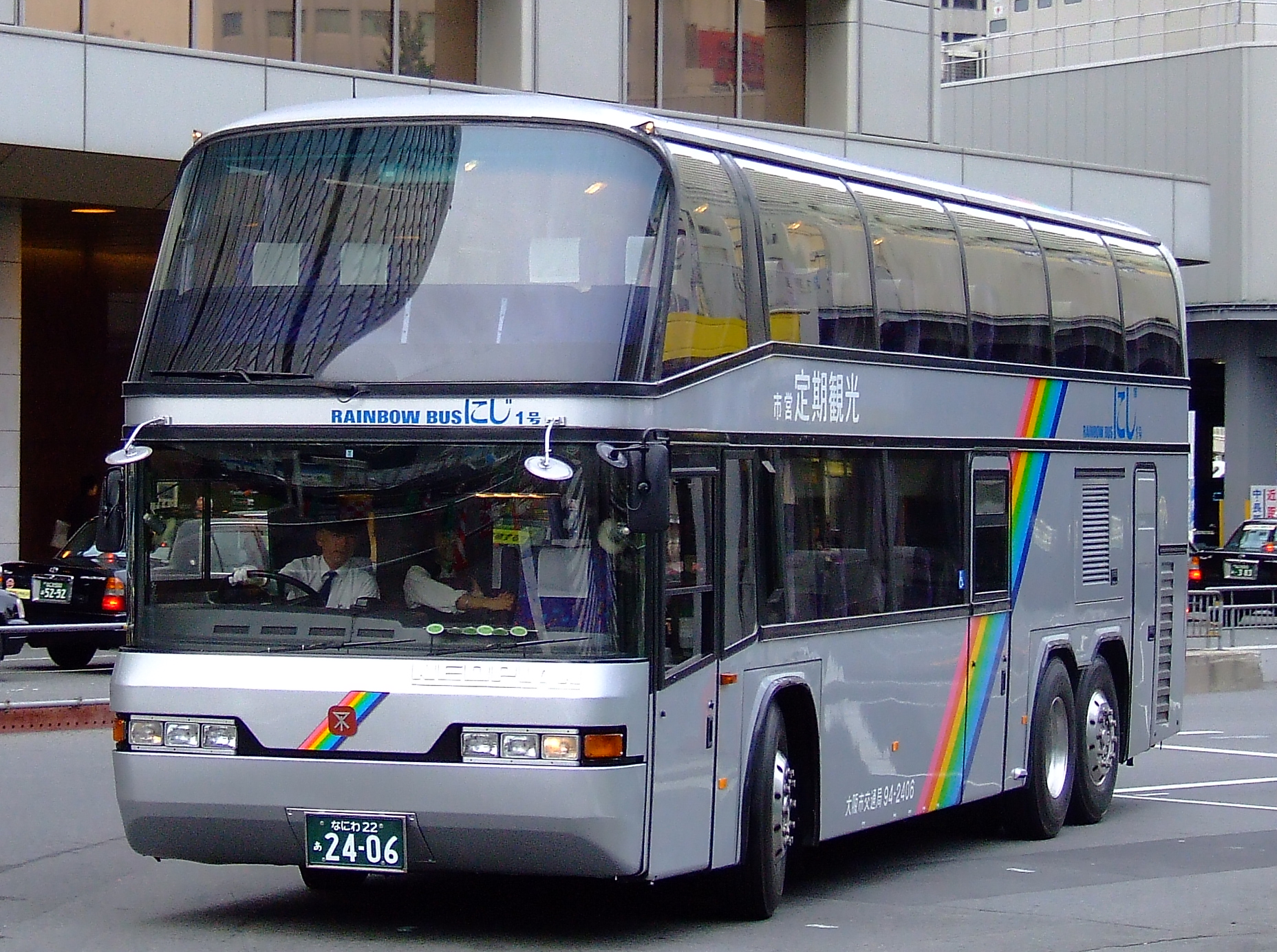

## 같이 보기
- 닛산 디젤 스페이스 드림
- 히노 그랜드뷰
- 2층 버스
- 미쓰비시후소 에어로킹
- 네오플란 메가라이너